# Mannerheim-museum
Het Mannerheim-museum (Fins: Mannerheim-museo/Zweeds:Mannerheim-museet) is een museum gewijd aan de Finse president en militair leider Carl Gustaf Mannerheim in de Finse hoofdstad Helsinki. Het museum is gevestigd in het voormalig huis van Mannerheim en behoudt een groot deel van zijn originele interieur.

## Geschiedenis
Mannerheim woonde in het huis van 1924 tot aan zijn dood in 1951. Hoewel hij er lang woonde heeft hij het huis nooit eigenlijk bezeten. Hij huurde het van Karl Fazer die het voordien gebruikte als arbeiderswoningen voor de werknemers in zijn chocoladefabriek. Hierdoor moest het huis flink verbouwd worden om het leefbaar te maken voor Mannerheim. Na zijn dood bleef de Mannerheim stichting het huis verhuren van Fazer totdat de stichting het in 1957 aankocht om er een museum van te maken.